# 반초
반초(班超, 32년 - 102년)는 중국 후한 초기의 무장이다. 문사 가문 출신으로, 자는 중승(仲升)이다. 역사가 반표의 아들이자, 《한서》의 저자인 반고의 아우로, 이 삼부자를 삼반(三班)이라 칭한다.
전한의 장건의 활약 이후 끊겼던 실크로드에서 다시 사절단으로 파견되어 서역과 무역을 할 수 있었다.
흉노족을 효율적으로 방어했으며 명제, 장제, 화제의 통치 기간 기마부대를 이끌고 흉노를 격퇴하기도 하고 패배하기도 하였다.

## 사절단으로 파견

카슈가르 반초성의 반초의 동상

쿠샨 혹은 대월지(大月氏)는 84년 한의 강거(康居) 원정 당시 원군을 지원해준 대가로 한 황실의 공주를 요구하였지만 거절당하였다. 90년, 이에 대한 보복으로 대월지는 반초에게 7만 군대를 파견하였지만 한의 군대에 의해 격퇴되었다. 대월지는 후퇴하였고 한에 조공을 바쳤다. 후에 원초(元初) 연간(114~120)에 쿠샨은 한때 자신들의 인질이었던 신반(臣槃)을 카슈가르(Kashgar) 혹은 소륵(疏勒)의 왕으로 취임시키기 위하여 군대를 보내기도 했다.
반초는 91년 둔황지역에서 서역도호부의 도호가 되었다. 97년에는 톈산산맥과 파미르고원을 7만명의 경기갑 군사로 횡단하여 실크로드를 어지럽히던 흉노와 전쟁하였다.
100년 (영원 12년) 반초는 둔황에서 31년 동안 머물다가 한나라 수도 낙양으로 돌아가겠다는 탄원서를 냈다. 102년에 그의 요청이 받아들여지고, 낙양(洛陽)에 돌아온 반초는 고향에서 사망하게 된다. 반초가 없어지자, 흉노는 활발하게 정복 활동을 벌이고 둔황이 흉노의 지배하에 들어가 서역으로 무역은 끊기게 된다. 그 후 한나라는 몇 번이나 서역(둔황) 군대를 보내지만, 서역 지역에 강력한 국가들이 생겨나 다신 되찾을 수 없었다.

## 가족
반초 본인을 제외한 모든 가족은 모두 아버지 반표부터 시작하여 여동생인 반소에 이르기까지 한서를 완성시키기 위해 일생을 바쳤다.
- 반표(3-54, 아버지)
  - 반고(32-92, 큰 아들)
  - 반초(32-102, 본인)
    - 반웅
    - 반시
    - 반용

  - 반소(45-116, 여동생)

## 같이 보기
- 장건
- 감영 - 로마 제국에 파견된 중국 최초의 특사
- 카슈가르

1. ↑  Hill (2009), p. 43.